# Стефанос Циципас
Стефанос Циципас (грч. Στέφανος Τσιτσιπάς; Атина, 12. август 1998) грчки је тенисер, најуспешнији тенисер из Грчке свих времена.

## Каријера
Професионалну каријеру је започео 2016. године. Циципасов најбољи пласман у синглу на АТП листи је треће место, што га чини најбољим грчким тенисером у Опен ери. Највиша позиција у каријери у конкуренцији парова му је 64. место. Најбољи резултати на гренд слемовима су му финала Ролан Гароса 2021. и ОП Аустралије 2023. На турнирима из мастерс 1000 серије има две освојене титуле у Монте Карлу (2021, 2022).

## Приватни живот
Његов отац је Апостолос Циципас који га тренира и прати на турнирима, а мајка је бивша руска тенисерка Јулија Салникова-Циципас. Његов деда, Сергеј Салников, био је совјетски фудбалер и тренер. Има сестру Елизавет, два брата, Петроса и Павлоса, који такође тренирају тенис.
Tренутно је у вези са тенисерком Паулом Бадосом.

## Гренд слем финала

### Појединачно: 2 (0:2)
| Исход     | Бр. | Година | Турнир                        | Подлога | Противник     | Резултат                     |
| --------- | --- | ------ | ----------------------------- | ------- | ------------- | ---------------------------- |
| Финалиста | 1.  | 2021.  | Ролан Гарос                   | Шљака   | Новак Ђоковић | 7:6(8:6), 6:2, 3:6, 2:6, 4:6 |
| Финалиста | 2.  | 2023.  | Отворено првенство Аустралије | Тврда   | Новак Ђоковић | 3:6, 6:7(4:7), 6:7(5:7)      |

## Финала завршног првенства сезоне

### Појединачно: 1 (1:0)
| Исход    | Бр. | Година | Турнир | Подлога   | Противник   | Резултат                |
| -------- | --- | ------ | ------ | --------- | ----------- | ----------------------- |
| Победник | 1.  | 2019.  | Лондон | Тврда (д) | Доминик Тим | 6:7(6:8), 6:2, 7:6(7:4) |

## Финала АТП мастерс 1000 серије

### Појединачно: 6 (2:4)
| Исход     | Бр. | Година | Турнир          | Подлога | Противник                  | Резултат      |
| --------- | --- | ------ | --------------- | ------- | -------------------------- | ------------- |
| Финалиста | 1.  | 2018.  | Торонто         | Тврда   | Рафаел Надал               | 2:6, 6:7(4:7) |
| Финалиста | 2.  | 2019.  | Мадрид          | Шљака   | Новак Ђоковић              | 3:6, 4:6      |
| Победник  | 1.  | 2021.  | Монте Карло     | Шљака   | Андреј Рубљов              | 6:3, 6:3      |
| Победник  | 2.  | 2022.  | Монте Карло (2) | Шљака   | Алехандро Давидович Фокина | 6:3, 7:6(7:3) |
| Финалиста | 3.  | 2022.  | Рим             | Шљака   | Новак Ђоковић              | 0:6, 6:7(5:7) |
| Финалиста | 4.  | 2022.  | Синсинати       | Тврда   | Борна Ћорић                | 6:7(0:7), 2:6 |

### Парови: 1 (0:1)
| Исход     | Бр. | Година | Турнир | Подлога | Партнер      | Противници             | Резултат       |
| --------- | --- | ------ | ------ | ------- | ------------ | ---------------------- | -------------- |
| Финалиста | 1.  | 2019.  | Мајами | Тврда   | Весли Колхоф | Боб Брајан Мајк Брајан | 5:7, 6:7(8:10) |

## АТП финала

### Појединачно: 27 (10:17)
| Легенда                        |
| ------------------------------ |
| Гренд слем турнири (0:2)       |
| Завршно првенство сезоне (1:0) |
| АТП мастерс 1000 (2:4)         |
| АТП 500 (0:10)                 |
| АТП 250 (7:1)                  |

| Финала по подлози |
| ----------------- |
| Тврда (5:10)      |
| Шљака (4:7)       |
| Трава (1:0)       |

| Финала по локацији |
| ------------------ |
| Отворено (6:14)    |
| Дворана (4:3)      |

| Исход     | Бр. | Датум               | Турнир                  | Подлога   | Противник                  | Резултат                     |
| --------- | --- | ------------------- | ----------------------- | --------- | -------------------------- | ---------------------------- |
| Финалиста | 1.  | 29. април 2018.     | Барселона, Шпанија      | Шљака     | Рафаел Надал               | 2:6, 1:6                     |
| Финалиста | 2.  | 12. август 2018.    | Торонто, Канада         | Тврда     | Рафаел Надал               | 2:6, 6:7(4:7)                |
| Победник  | 1.  | 21. октобар 2018.   | Стокхолм, Шведска       | Тврда (д) | Ернестс Гулбис             | 6:4, 6:4                     |
| Победник  | 2.  | 24. фебруар 2019.   | Марсеј, Француска       | Тврда (д) | Михаил Кукушкин            | 7:5, 7:6(7:5)                |
| Финалиста | 3.  | 2. март 2019.       | Дубаи, УАЕ              | Тврда     | Роџер Федерер              | 4:6, 4:6                     |
| Победник  | 3.  | 5. мај 2019.        | Каскаис, Португал       | Шљака     | Пабло Куевас               | 6:3, 7:6(7:4)                |
| Финалиста | 4.  | 12. мај 2019.       | Мадрид, Шпанија         | Шљака     | Новак Ђоковић              | 3:6, 4:6                     |
| Финалиста | 5.  | 6. октобар 2019.    | Пекинг, Кина            | Тврда     | Доминик Тим                | 6:3, 4:6, 1:6                |
| Победник  | 4.  | 17. новембар 2019.  | Лондон, В. Британија    | Тврда (д) | Доминик Тим                | 6:7(6:8), 6:2, 7:6(7:4)      |
| Победник  | 5.  | 23. фебруар 2020.   | Марсеј, Француска (2)   | Тврда (д) | Феликс Оже-Алијасим        | 6:3, 6:4                     |
| Финалиста | 6.  | 29. фебруар 2020.   | Дубаи, УАЕ (2)          | Тврда     | Новак Ђоковић              | 3:6, 4:6                     |
| Финалиста | 7.  | 27. септембар 2020. | Хамбург, Немачка        | Шљака     | Андреј Рубљов              | 4:6, 6:3, 5:7                |
| Финалиста | 8.  | 21. март 2021.      | Акапулко, Мексико       | Тврда     | Александар Зверев          | 4:6, 6:7(3:7)                |
| Победник  | 6.  | 18. април 2021.     | Монте Карло, Монако     | Шљака     | Андреј Рубљов              | 6:3, 6:3                     |
| Финалиста | 9.  | 25. април 2021.     | Барселона, Шпанија (2)  | Шљака     | Рафаел Надал               | 4:6, 7:6(8:6), 5:7           |
| Победник  | 7.  | 23. мај 2021.       | Лион, Француска         | Шљака     | Камерон Нори               | 6:3, 6:3                     |
| Финалиста | 10. | 13. јун 2021.       | Ролан Гарос, Француска  | Шљака     | Нoвак Ђоковић              | 7:6(8:6), 6:2, 3:6, 2:6, 4:6 |
| Финалиста | 11. | 13. фебруар 2022.   | Ротердам, Холандија     | Тврда (д) | Феликс Оже-Алијасим        | 4:6, 2:6                     |
| Победник  | 8.  | 17. април 2022.     | Монте Карло, Монако (2) | Шљака     | Алехандро Давидович Фокина | 6:3, 7:6(7:3)                |
| Финалиста | 12. | 15. мај 2022.       | Рим, Италија            | Шљака     | Новак Ђоковић              | 0:6, 6:7(5:7)                |
| Победник  | 9.  | 25. jун 2022.       | Мајорка, Шпанија        | Трава     | Роберто Баутиста Агут      | 6:4, 3:6, 7:6(7:2)           |
| Финалиста | 13. | 21. август 2022.    | Синсинати, САД          | Тврда     | Борна Ћорић                | 6:7(0:7), 2:6                |
| Финалиста | 14. | 9. октобар 2022.    | Астана, Казахстан       | Тврда (д) | Новак Ђоковић              | 3:6, 4:6                     |
| Финалиста | 15. | 23. октобар 2022.   | Стокхолм, Шведска       | Тврда (д) | Холгер Руне                | 4:6, 4:6                     |
| Финалиста | 16. | 29. јануар 2023.    | Мелбурн, Аустралија     | Тврда     | Новак Ђоковић              | 3:6, 6:7(4:7), 6:7(5:7)      |
| Финалиста | 17. | 23. април 2023.     | Барселона, Шпанија (3)  | Шљака     | Карлос Алкараз             | 3:6, 4:6                     |
| Победник  | 10. | 6. август 2023.     | Лос Кабос, Мексико      | Тврда     | Алекс де Минор             | 6:3, 6:4                     |

### Парови: 2 (1:1)
| Легенда                        |
| ------------------------------ |
| Гренд слем турнири (0:0)       |
| Завршно првенство сезоне (0:0) |
| АТП мастерс 1000 (0:1)         |
| АТП 500 (1:0)                  |
| АТП 250 (0:0)                  |

| Финала по подлози |
| ----------------- |
| Тврда (1:1)       |
| Шљака (0:0)       |
| Трава (0:0)       |

| Финала по локацији |
| ------------------ |
| Отворено (1:1)     |
| Дворана (0:0)      |

| Исход     | Бр. | Датум             | Турнир            | Подлога | Партнер          | Противници                        | Резултат       |
| --------- | --- | ----------------- | ----------------- | ------- | ---------------- | --------------------------------- | -------------- |
| Финалиста | 1.  | 30. март 2019.    | Мајами, САД       | Тврда   | Весли Колхоф     | Боб Брајан Мајк Брајан            | 5:7, 6:7(8:10) |
| Победник  | 1.  | 27. фебруар 2022. | Акапулко, Мексико | Тврда   | Фелисијано Лопез | Марсело Аревало Жан-Жилијен Ројер | 7:5, 6:4       |

## АТП финале следеће генерације

### Појединачно: 1 (1:0)
| Исход    | Бр. | Датум              | Турнир          | Подлога   | Противник      | Резултат                     |
| -------- | --- | ------------------ | --------------- | --------- | -------------- | ---------------------------- |
| Победник | 1.  | 10. новембар 2018. | Милано, Италија | Тврда (д) | Алекс де Минор | 2:4, 4:1, 4:3(7:3), 4:3(7:3) |

## Остала финала

### Егзибициони турнири: 2 (1:1)
| Исход     | Бр. | Датум              | Турнир        | Подлога | Противник     | Резултат                | Извор        |
| --------- | --- | ------------------ | ------------- | ------- | ------------- | ----------------------- | ------------ |
| Финалиста | 1.  | 21. децембар 2019. | Абу Даби, УАЕ | Тврда   | Рафаел Надал  | 7:6(7:3), 5:7, 6:7(3:7) | [ 8 ]        |
| Победник  | 1.  | 18. децембар 2022. | Абу Даби, УАЕ | Тврда   | Андреј Рубљов | 6:2, 4:6, 6:2           | [ 9 ] [ 10 ] |